# Mostafa el-Abbadi
Pour les articles homonymes, voir Abbadi.
Mostafa el-Abbadi (en arabe : مصطفى العبادي, Muṣṭafá al-ʿAbbādī) (né au Caire le 10 octobre 1928 et mort à Alexandrie le 13 février 2017) est un historien égyptien spécialiste de l'Égypte hellénistique. Il est surtout connu pour être à l'origine du projet de recréation d'une grande bibliothèque mondiale à Alexandrie soutenu par l'UNESCO, qui a débouché en 2003 sur l'ouverture de la Bibliotheca Alexandrina.

## Biographie et carrière
Docteur de l'université de Cambridge, il a passé sa carrière à l'université d'Alexandrie. En 2005, il est fait docteur honoris causa de l'Université du Québec à Montréal.

## Documentation
- (en + fr + ar) Mohammed Abd-el-Ghani (dir.), Soheir Z. Bassiouni (dir.) et Wessem A. Farag (dir.), Bulletin de la Société archéologique d'Alexandrie : Alexandrian studies II in honour of Mostafa el Abbadi, vol. 46, Alexandrie, The Archeological Society of Alexandrie, mars 2001, viii, 288. Mélanges en l'honneur d'el-Abbadi.